# Robert Vigouroux
Robert-Paul Vigouroux (* París, 21 de marzo de 1923 - 9 de julio de 2017) fue un médico, profesor de medicina y político francés.  Fue alcalde de Marsella de 1986 a 1995, senador de la RDSE por Bouches-du-Rhône de 1989 à 1998. Llega a ser Alcalde de Marsella en 1986, en reemplazo de Gaston Defferre, fallecido antes de culminar su mandato. En 1989, se presenta a la elección municipal frente a Jean-Claude Gaudin.